# Erzbistum Canberra-Goulburn
Das Erzbistum Canberra-Goulburn (lat.: Archidioecesis Camberrensis et Gulburnensis) ist eine in Australien gelegene römisch-katholische Erzdiözese mit Sitz in Canberra.

## Geschichte
Es wurde am 17. November 1862 aus dem Erzbistum Sydney herausgelöst, als Bistum Golbourn errichtet und dem Erzbistum Sydney als Suffraganbistum unterstellt. Bereits 1887 gab es einige Gebiete zur Neuerrichtung des Bistums Wilcannia ab. Nachdem 1917 noch das Bistum Wagga Wagga aus seinem Gebiet herausgelöst worden war, erhielt es am 5. Februar 1948 den Status eines immediaten Erzbistums und änderte seinen Namen in Canberra. Die derzeitige Bezeichnung Canberra-Goulburn erhielt die Erzdiözese am 19. Juni 2006.

## Ordinarien
- Patrick Bonaventure Geoghegan OFM (1864–1864)
- William Lanigan (1867–1900)
- John Gallagher (1900–1923)
- John Barry (1924–1938)
- Terence Bernard McGuire (1938–1953)
- Eris Norman Michael O’Brien (1953–1966)
- Thomas Vincent Cahill (1967–1978)
- Edward Bede Clancy (1978–1983)
- Francis Patrick Carroll (1983–2006)
- Mark Coleridge (2006–2012, dann Erzbischof von Brisbane)
- Christopher Prowse (seit 2013)